# Alfred Saalwächter
Alfred Saalwächter est un commandant allemand d'U-Boot de la Première Guerre mondiale et un Generaladmiral de la Seconde Guerre mondiale, né le 10 janvier 1883 à Neusalz an der Oder (province de Posnanie) et mort le 6 décembre 1945 à Moscou (Union soviétique).

## Début de carrière
Saalwächter est le fils d'un directeur d'usine de province de Silésie. Il entre dans la Kaiserliche Marine comme Seekadett le 10 avril 1901, où il est formé sur les navires Moltke et Hertha. Le 29 septembre 1904, il est promu Leutnant zur See. Saalwächter sert ensuite avec les unités Bordkommando (2e Matrosen-Division et 2e Werft-Division). Promu Oberleutnant zur See le 10 mars 1906, il est affecté à la 2e Torpedo-Division en tant qu'aide de camp à la I. Abteilung jusqu'en 1908. Il sert également sur le Gneisenau.
Saalwächter est muté à bord du Hannover en 1910 puis du Westfalen en tant que Flaggleutnant du vice-amiral Hugo von Pohl. Saalwächter est promu Kapitänleutnant le 10 avril 1911, date à laquelle il rejoint l'Amirauté à Berlin. Il reste à l'Amirauté en tant que chef de signal de section dans le département des opérations jusqu'en 1915. En 1912, il est décoré de l'ordre de l'Aigle rouge.

## Première Guerre mondiale
Le 1er avril 1915, pendant la Première Guerre mondiale, Saalwächter devient Flaggleutnant sur le Friedrich der Große, navire amiral de la Hochseeflotte. En février 1916, il est transféré au service des U-Boote. Diplômé de l'école des sous-marins, il commande les U-25, U-46 et U-94 de septembre 1916 à mars 1918. Il est décoré de la croix de fer de 1re classe et de la croix de chevalier de l'ordre de Hohenzollern pour ses actions.

## Entre-deux-guerres
En 1920, Saalwächter est nommé Korvettenkapitän de la Reichsmarine, marine militaire de la république de Weimar, objet de nombreuses restrictions consécutives au traité de Versailles. Il est successivement affecté à divers postes, notamment au département du personnel de la Marineleitung (l'état-major opérationnel de la Marine).
Du 15 octobre 1923 au 31 mars 1925, il est 1. Admiralstabsoffizier beim Stab des Befehlshabers der Seestreitkräfte (premier officier d’amirauté à l'état-major du commandant des forces navales) et navigue sur le Braunschweig.
Le 24 septembre 1926, il prend le commandement du croiseur léger Amazone et, un an plus tard, celui du cuirassé Schlesien en tant que Fregattenkapitän. Le 2 octobre 1933, dans l’Allemagne devenue nazie, il est nommé inspecteur de l'instruction navale. Les cinq années suivantes, il participe activement au développement du corps des jeunes officiers. Il est promu Vizeadmiral le 1er avril 1935 et Admiral le 1er juin 1937. Le 28 octobre 1938, Saalwächter est nommé amiral commandant de la station navale de mer du Nord à Wilhelmshaven, l'un des postes les plus élevés de la Kriegsmarine de l'époque.
Le 2 mars 1939, Saalwächter envoie un rapport au haut commandement de la Marine (l’OKM) dans lequel il évoque ouvertement l'acquisition de bases en Norvège. Le rapport souligne à la fois les dangers pour l’Allemagne de la domination britannique dans les eaux norvégiennes et l'intérêt géostratégique d’une occupation allemande de la Norvège.

## Seconde Guerre mondiale
Avec le déclenchement de la Seconde Guerre mondiale en septembre 1939, Saalwächter reçoit le commandement du Marine-Gruppenkommando West, où il est responsable des opérations en mer du Nord, entraînant des différends entre lui et les commandants de la flotte, notamment avec les vice-amiraux Boehm, Marschall et Lütjens.
Le 1er janvier 1940, Saalwächter est promu Generaladmiral. Il assure, en compagnie de l'amiral Rolf Carls, le commandement tactique de l'opération Weserübung (invasion de la Norvège). Il est décoré de la croix de chevalier de la croix de fer le 9 mai 1940. À partir de l'été 1940, Saalwächter mène des opérations de surface dans l'Atlantique nord et dans la Manche. En 1940, il dirige les forces Schnellboot contre la Marine britannique durant la phase de Kanalkampf, lors de la bataille d'Angleterre. En février 1942, il supervise des mouvements navals pendant l'opération Cerberus. Le 20 septembre, il est remplacé à la tête du Marine-Gruppenkommando West par Marschall, lui-même remplacé par Theodor Krancke.
Saalwächter démissionne de la Marine le 30 novembre 1942.
Après la capitulation allemande, Saalwächter est arrêté par l’Armée rouge et transféré en Union soviétique le 21 juin 1945. Le 17 octobre, il est reconnu coupable par un tribunal militaire soviétique de crimes de guerre et exécuté par un peloton d'exécution à Moscou le 6 décembre.
En 1994, après la dislocation de l'Union soviétique, Saalwächter est réhabilité par un tribunal russe.

## Décorations
- Croix de chevalier de la croix de fer le 9 mai 1940, en tant que Generaladmiral et Marine-Gruppenbefehlshaber Marinegruppe West
- Croix allemande en or le 14 décembre 1942, en tant que Generaladmiral dans le Marinegruppenkommando West